# Château de Prague (timbre)
 (mai 2025).
Motif : notoriété à démontrer (et contenu aisément fusionnable)
- Archive Wikiwix
- Bing
- Cairn
- DuckDuckGo
- E. Universalis
- Gallica
- Google
- G. Books
- G. News
- G. Scholar
- Persée
- Qwant
- (zh) Baidu
- (ru) Yandex
- (wd) trouver des œuvres sur Wikidata

| 1. | Préciser le motif de la pose du bandeau. | Précisez le motif de la pose du bandeau en utilisant la syntaxe suivante : {{admissibilité à vérifier\|date=mai 2025\|motif=remplacez ce texte par le motif}}                                   |
| 2. | Informer les utilisateurs concernés.     | Pensez à avertir le créateur de l'article, par exemple, en insérant le code ci-dessous sur sa page de discussion : {{subst:avertissement admissibilité à vérifier\|Château de Prague (timbre)}} |

Pour l’article homonyme, voir Château de Prague.

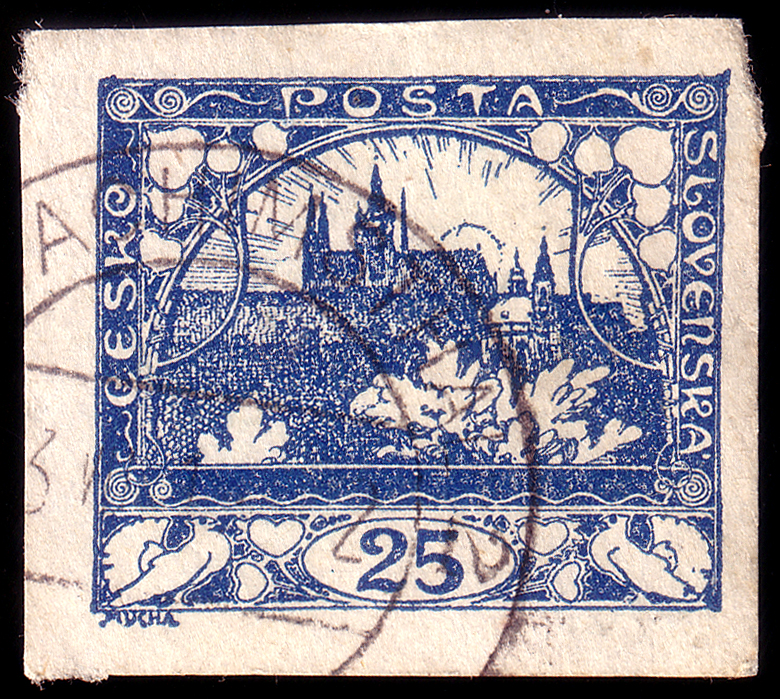
Timbre-poste de 25 couronnes émis en 1918

Le château de Prague (Hradčany en tchèque) est le sujet des premières émissions de timbres-poste de la Tchécoslovaquie.
Devenues indépendantes de l'empire d'Autriche-Hongrie, les régions de Bohême et Moravie et de Slovaquie décident de se doter de timbres dès fin octobre 1918. Les deux premières utilisaient alors des timbres d'Autriche, et la Slovaquie des timbres de Hongrie. Aucun timbre n'avait jamais été produit sur le territoire qui allait constituer la Tchécoslovaquie.
En moins de trois mois de fin octobre à décembre 1918, l'administration postale parvient à créer un timbre-poste dessiné par l'artiste Alfons Mucha. Il représente le Hradčany, le château dominant Prague. La rapidité de réalisation et le manque de moyens techniques explique le manque de beauté de cette émission en comparaison avec les productions philatéliques de l'époque. Les premières utilisations connues de ces timbres datent du 18 décembre 1918.
Mucha corrigea son dessin par la suite pour les émissions suivantes : par exemple, le soleil qui ne pouvait être levant dans la réalité est finalement ôté.

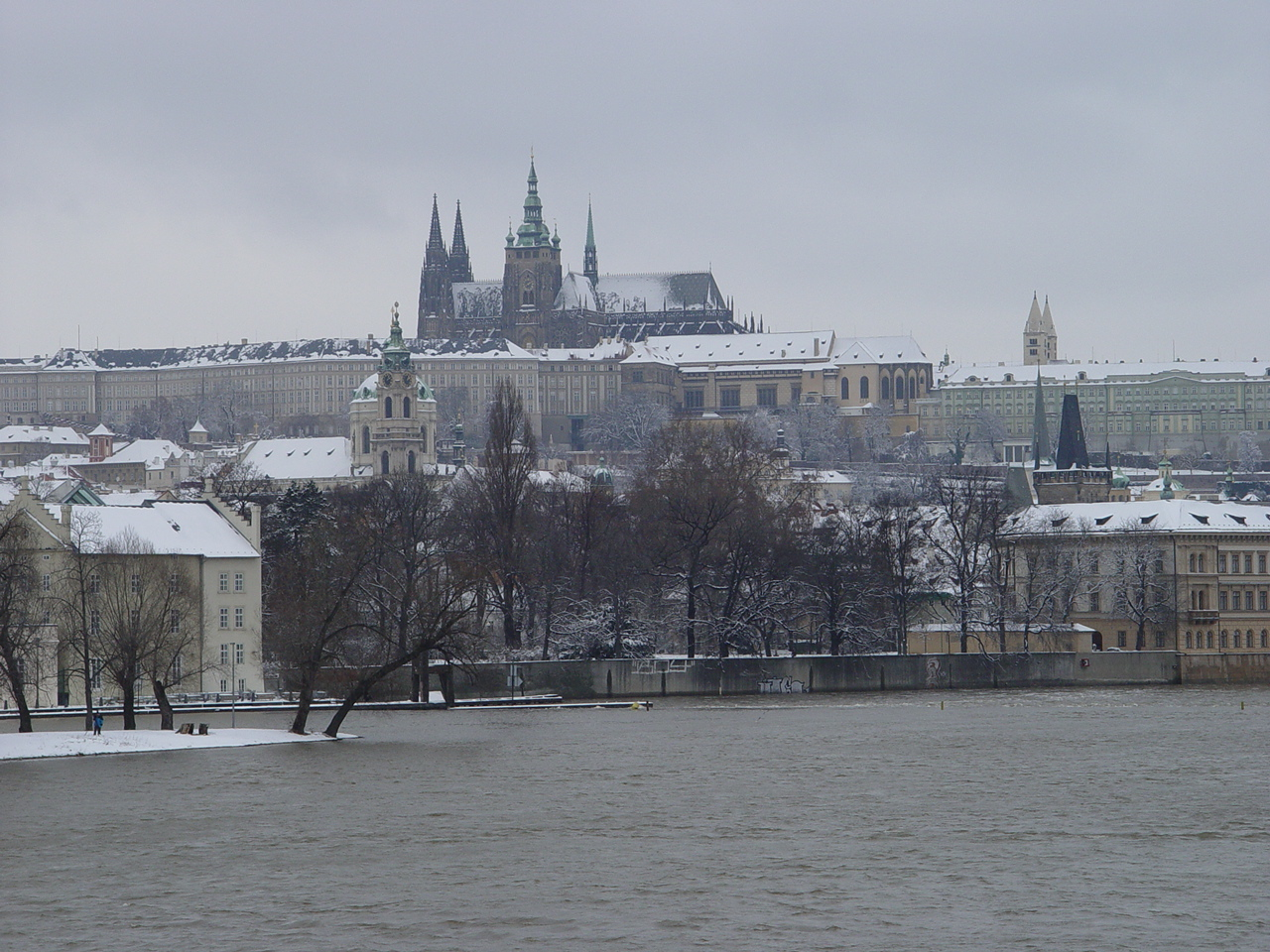
Le Hradčany en hiver, dans la même perspective que sur les timbres
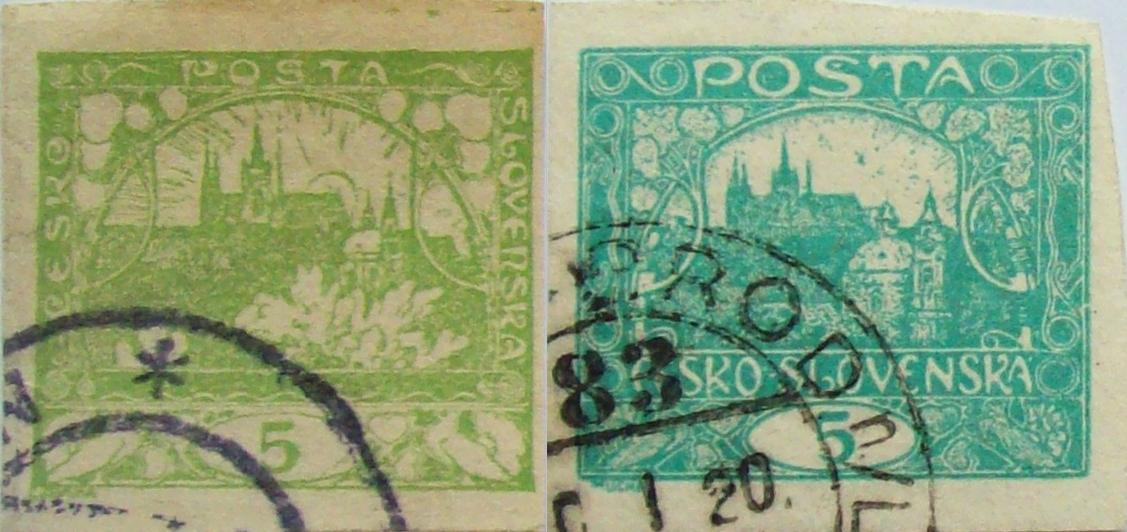
Deux timbres tchécoslovaques de 5 couronnes au type Hradčany
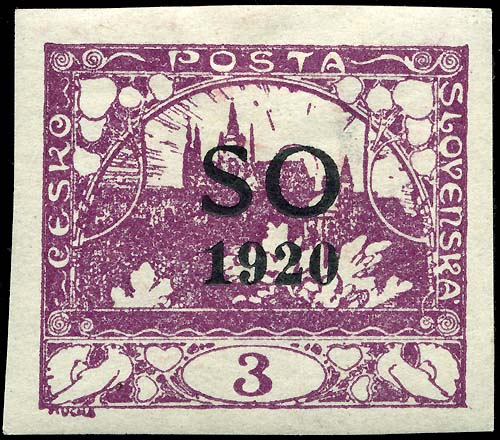
Timbre au type Hradčany surchargé pour servir en Silésie